# Victor Thibault
Victor Thibault (* 8. März 1867 in Paris; † unbekannt) war ein französischer Bogenschütze.
Thibault startete bei den Olympischen Spielen 1900 in Paris in beiden Wettbewerben, die im Bogenschießen über die Kurzdistanz von 33 Metern durchgeführt wurden. Beide Male erreichte er den zweiten Platz und wird somit als Doppel-Silbermedaillengewinner geführt.